# Juan Sánchez Miño
Juan Manuel Sánchez Miño (Buenos Aires, 1 de janeiro de 1990) é um ex-futebolista argentino que atuava como lateral-esquerdo, volante ou meia.

## Carreira

### Boca Juniors
Juan Sánchez Miño começou a carreira nas divisões de base do Boca Juniors, em 2001.Foi promovido ao elenco profissional em 2010. Estreou profissionalmente no dia 5 de dezembro de 2010 em partida válida pelo Campeonato Argentino contra o Quilmes, entrando no lugar de Matías Giménez.

### Torino
Em 24 de julho de 2014 foi vendido ao  Torino por 4,5 milhões de euros.

### Estudiantes e Cruzeiro
Em 2015 foi emprestado ao Estudiantes. Em 2016, voltou a ser emprestado, agora ao  Cruzeiro. Alegando inadaptação à distância dos familiares, sobretudo do filho, pediu para retornar à Argentina em Julho do mesmo ano 

### Independiente
Firmou novo empréstimo com o Independiente a pedido do treinador Gabriel Milito. Após perder o pênalti que desclassificou a equipe da Copa Sul-Americana de 2016 contra a Chapecoense passou a ser hostilizado pelos torcedores.
E em 2017, estava junto no grupo do Independiente na campanha vitoriosa da Copa Sulamericana de 2017, na vitória contra o Flamengo na final.

## Títulos
Boca Juniors
- Campeonato Argentino: Apertura 2011–12
- Copa Argentina: 2011–12

Independiente
- Copa Sul-Americana: 2017
- Copa Suruga Bank: 2018